# Utazu
Utazu (japanska: 宇多津町?, Utazu-chō) är en landskommun (köping) i Kagawa prefektur i Japan. 